# 1257
Cette page concerne l'année 1257  du calendrier julien. Pour l'année 1257 av. J.-C., voir 1257 av. J.-C.
L'année 1257 est une année commune qui commence un lundi.

## Événements
- Éruption ultraplinienne du Samalas sur l'île de Lombok en Indonésie[1],[2], plus grande éruption du deuxième millénaire, qui aurait produit un panache volcanique atteignant 43 kilomètres d'altitude ainsi que des nuées ardentes ayant parcouru jusqu'à 25 kilomètres. La projection de matériaux volcaniques dans l'atmosphère provoqua en 1258 une « année sans été », et peut-être une famine mondiale, notamment responsable de la mort d'un tiers de la population de Londres[3].

- 11 avril : la sultane d'Égypte Chajar ad-Durr fait exécuter son époux le sultan mamelouk Aybak puis meurt trois jours après, victime des mamelouks. Le fils d’Aybak, Al-Mansûr Nur ad-Dîn `Ali, un adolescent de quinze ans, monte sur le trône (fin en 1260).
- 23 août : tremblement de terre dans la région de Kamakura au Japon.
- 21 septembre : Houlagou Khan envoie un émissaire à Bagdad qui demande au calife abbasside Musta'sim Bi-llah, trente-septième de sa dynastie, de reconnaître la suzeraineté mongole[4]. Le prince des croyants lui envoie dire que toute attaque contre Bagdad provoquerait la mobilisation de la totalité du monde musulman, des Indes au Maghreb. Houlagou, Baïdju et le naïman Ketboğa marchent alors vers la ville à la fin de l’année. Le calife décide de négocier, et propose à Houlagou de prononcer son nom dans les mosquées et de lui décerner le titre de Sultan. Houlagou opte pour la force.
- Décembre : sac d'Hanoï. Les Mongols d’Ouriyang-daï mènent une expédition contre le royaume d’Annam. Hanoï est saccagée. Le roi d’Annam accepte la suzeraineté des Mongols en mars 1258[5].

### Europe
- 13 janvier[6] : Richard de Cornouailles (1209-1272) est élu roi des Romains à Francfort. Il est couronné le 17 mai à Aix-la-Chapelle.
- 2 février : Bonaventure de Bagnorea est élu ministre général des franciscains, après la démission de Jean de Parme[7]. L’ordre se déchire alors sur le degré d’obédience à observer par rapport à la règle de pauvreté édictée par François d'Assise. Bonaventure met fin à la scission et est alors considéré comme le deuxième fondateur de l’ordre. Il compose un commentaire sur le texte sacré, le Breviloquium, et œuvre à l’assimilation des idées aristotéliciennes dans la tradition augustinienne[8].
- 4 février : Jacques Ier d'Aragon confie l'administration de Barcelone à une assemblée de bourgeois[9].
- Février : acte du roi Louis IX de France donnant deux maisons au collège théologique de la Sorbonne rue Coupe Gueule à Paris[10].
- 1er avril[11] : Alphonse de Castille est élu roi des Romains à Francfort en compétition avec Richard de Cornouailles. Il ne vient pas se faire couronner en Allemagne.
- 2 juin : nouveau traité entre le comte de Provence et la ville de Marseille, qui perd son autonomie[12].
- 18 juillet : traité de Modène entre la république de Venise et Pise contre Gênes. Manfred Ier de Sicile signe un traité le même mois avec Gênes[13]. La guerre entre Venise et Gênes dure jusqu'en 1270.

- Guglielmo Boccanegra est élu « capitaine du peuple » à Gênes (fin en 1262)[14].
- Début du règne de Berké, Khan de la Horde d'or (fin en 1266).
  - Mort d’Ulakchi[15]. Le pouvoir revient au frère de Batu, Berké, qui a adopté l’Islam en 1252. Il adressera de vifs reproches à son parent Houlagou Khan pour les massacres commis à Bagdad en 1258.
- Recensement des Russes par les Mongols (à l’exception du clergé), pour évaluer le tribut (vykhod) dû à la Horde d’Or[16]. Plusieurs révoltes éclatent en Russie contre l’occupation mongole, en particulier contre les fonctionnaires (basmaks) percevant les tributs. Daniel, prince de Galicie, se révolte contre la domination des Mongols mais succombe sous le nombre en 1259[17].